# Philip Testa
Philip Testa, detto The Chicken Man (Filadelfia, 21 aprile 1924 – Filadelfia, 15 marzo 1981), è stato un mafioso statunitense boss della Famiglia di Philadelphia dal 1980 al 1981, dopo l'uccisione di Angelo Bruno, ucciso dal suo consigliere Antonio Caponigro. Testa venne ucciso da un'autobomba ordinata dal suo viceboss, Peter Casella.

## Biografia

### Infanzia e adolescenza
Testa nacque da una famiglia di immigrati siciliani, stabilitisi a South Philadelphia, dove diventerà amico del futuro boss Angelo Bruno. Sposerà Alfia Arcidiacono, con cui ebbe un figlio, Salvatore, ucciso tre anni dopo il padre. Nel 1970 Philip divenne l'underboss di Angelo Bruno. Dopo l'uccisione di Bruno nel 1980, Testa divenne il boss della Famiglia, scegliendo come suo consigliere Nicodemo Scarfo.

### Morte e conseguenze
Un mese prima della sua uccisione, Testa, Frank Narducci Sr., Harold e Mario Riccobene, Pasquale Spirito, Joseph Ciancaglini e molti affiliati vennereo indagati per racket, gioco d'azzardo ed estorsione. Il caso si basava su un'indagine chiamata Operazione Gangplank. Il 15 marzo 1981, Testa stava tornando a casa, che si trovava al 2117 di Porter Street, davanti al Stephen Girard Park. Mentre stava aprendo la porta, esplose una bomba che lo uccise all'istante. Il suo omicidio è stato ordinato dal suo underboss Peter Casella e dal capo Frank Narducci Sr., successivamente ucciso da Casella (a causa di questo omicidio Casella venne bandito dalla Mafia e scappò in Florida).
L'uccisione di Testa fece scoppiare una guerra all'interno della famiglia. Scarfo iniziò a scalare le gerarchie della Famiglia, promuovendo suo nipote Phil Leonetti come suo underboss e come suo consigliere Frank Monte. Sotto Scarfo iniziò il periodo di decadenza della Famiglia, causato dalla sua aggressività e dalla sua paranoia.

## Philip Testa nella cultura popolare
Testa viene citato nella canzone Atlantic City di Bruce Springsteen.